# Deficiencia de electrones
El concepto de deficiencia de electrones está fuertemente relacionado con la regla del octeto. Se dice que un compuesto es "deficiente en electrones" cuando la configuración final de los electrones de valencia no es la de un gas noble. Su existencia no puede ser explicada a través de la teoría de la unión de valencia de Lewis. Suelen ser inestables y tienden a reaccionar para adquirir una configuración de gas noble. Los elementos del grupo 13 tienen tendencia a formar compuestos de este tipo.

## Ácidos de Lewis
Estos compuestos son buenos ácidos de Lewis, ya que tienen una fuerte tendencia a aceptar electrones para completar su octeto.

## Ejemplos de compuestos deficientes en electrones
B2H6 (diborano).
BF3 (trifluoruro de boro)
GaBr3 (tribromuro de galio)